# Paisaje cultural de Champasak
El paisaje cultural de Champasak, incluido en el complejo de templos de Wat Phou, es un área muy bien preservada, un jardín planificado hace más de 1000 años. Se encuentra en la provincia de Champasak, en Laos. Fue declarado como Patrimonio de la Humanidad por la Unesco en el año 2001 denominado como Vat Phou y los antiguos establecimientos asociados del paisaje cultural de Champasak. Abarcando un área de 39.000 ha.
Fue creado para expresar la visión hinduista de la relación entre la naturaleza y la humanidad, disponiendo geométricamente los templos, santuarios y canales de agua, extendiéndose por unos 10 km. Las dos ciudades planificadas en las orillas del río Mekong, forman parte del sitio, así como la montaña Phu Kao. El conjunto representa el desarrollo del siglo V al XV, debido principalmente al Imperio Jemer.